# Michelle Rogers
Michelle Rogers (Mánchester, 21 de junio de 1976) es una deportista británica que compitió en judo. Ganó cuatro medallas en el Campeonato Europeo de Judo entre los años 1996 y 2007.

## Palmarés internacional
| Campeonato Europeo | Campeonato Europeo     | Campeonato Europeo | Campeonato Europeo |
| Año                | Lugar                  | Medalla            | Categoría          |
| ------------------ | ---------------------- | ------------------ | ------------------ |
| 1996               | La Haya (Países Bajos) | Medalla de bronce  | +72 kg             |
| 1997               | Ostende (Bélgica)      | Medalla de plata   | +72 kg             |
| 2001               | París (Francia)        | Medalla de bronce  | –78 kg             |
| 2007               | Belgrado (Serbia)      | Medalla de bronce  | –78 kg             |